# Byera Village
Byera Village ist ein Ort auf der Insel St. Vincent, die dem Staat St. Vincent und die Grenadinen angehört. Das Dorf liegt an der Ostküste der Insel und gehört zum Parish Charlotte.